# سینه‌راما

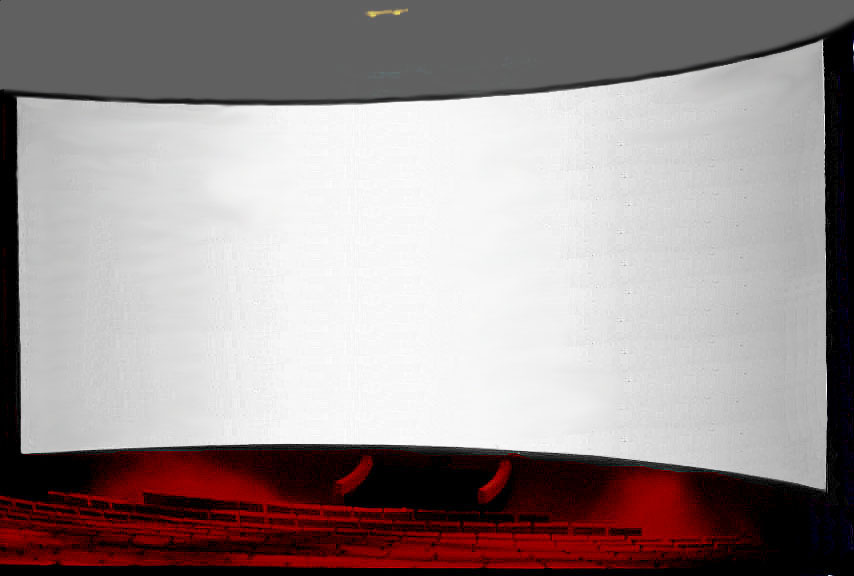
یک نمایشگر سینه‌راما در بلویو، آمستردام

سینه‌راما (فرانسوی: Cinérama‎) فرایندی صفحه عریض است که طی آن، تصویر اصلی، با استفاده از سه فیلم پروژکتور ۳۵ میلی‌متری، به صورت شبیه‌سازی شده، روی هم افتاده و روی پرده‌ای بسیار بزرگ و دارای عمق و با انحنای زیاد، انداخته می‌شود. واژه سینه‌راما، واژه‌ای فرانسوی است که از ترکیب دو واژه سینما و پانوراما ساخته شده است. این فناوری در دهه ۱۹۵۰ میلادی و برای رقابت با تلویزیون، ایجاد شده و توسعه یافت. 
اولین فیلم سینه‌راما، فیلم این سینه‌راما است، در ۳۰ سپتامبر ۱۹۵۲ و در تئاتر برادوی نیویورک منتشر شد و روزنامه نیویورک تایمز، در صفحه اول خود، به آن پرداخت. پخش اولیه این فیلم، بسیار رسمی برگزار شد و مهمان‌های دعوت شده، با لباس رسمی در آن حاضر شدند. از جمله آن افراد، فرماندار ایالت نیویورک بود.